# Камениця-над-Цірохою
Камениця-над-Цірохою, або Камениця-над-Цирохою (словац. Kamenica nad Cirochou) — село, громада в окрузі Гуменне, Пряшівський край,східна Словаччина. Розташоване на межі Низьких Бескидів та Вигорлату в долині Цірохи. Протікає річка Камениця.
Уперше згадується 1451 року.
JRD створене 1958 року.

## Пам'ятки
У селі є римо-католицький костел св. Стефана 1782 року в стилі класицизму, у 1935 році оновлений, греко-католицька церква Блаженного Священномученика Петра Павла Ґойдича 2014 року та садиба з кінця 18 століття в стилі класицизму, розширена в другій половині 19 століття.

## Населення
| Рік:            | 1993 | 2003    | 2013    | 2023    |
| --------------- | ---- | ------- | ------- | ------- |
| Кількість осіб: | 2183 | 2301    | 2386    | 2287    |
| Різниця:        |      | +5,40 % | +3,69 % | -4,14 % |

| Рік:            | 2022 | 2023    |
| --------------- | ---- | ------- |
| Кількість осіб: | 2285 | 2287    |
| Різниця:        |      | +0,08 % |

У селі проживає 2 391 осіб.
Національний склад населення (за даними останнього перепису населення — 2001 року):
- словаки — 98,11 %,
- цигани — 0,84 %,
- чехи — 0,26 %,
- українці — 0,26 %,
- русини — 0,18 %,
- угорці — 0,09 %.

Склад населення за приналежністю до релігії станом на 2001 рік:
- римо-католики — 92,34 %,
- греко-католики — 4,53 %,
- православні — 0,31 %,
- протестанти — 0,18 %,
- не вважають себе вірянами або не належать до жодної вищезгаданої конфесії — 2,64 %.